# Sallaumines
Sallaumines – miejscowość i gmina we Francji, w regionie Hauts-de-France, w departamencie Pas-de-Calais.
Według danych na rok 1990 gminę zamieszkiwało 11 036 osób, a gęstość zaludnienia wynosiła 2889 osób/km² (wśród 1549 gmin regionu Nord-Pas-de-Calais Sallaumines plasuje się na 73. miejscu pod względem liczby ludności, natomiast pod względem powierzchni na miejscu 778.).

## Współpraca międzynarodowa
- Lugau/Erzgeb.
- Wodzisław Śląski